# Cressin-Rochefort
Cressin-Rochefort és un municipi francès situat al departament de l'Ain i a la regió d'Alvèrnia-Roine-Alps. L'any 2007 tenia 355 habitants.

## Demografia

### Població
El 2007 la població de fet de Cressin-Rochefort era de 355 persones. Hi havia 130 famílies de les quals 29 eren unipersonals (21 homes vivint sols i 8 dones vivint soles), 59 parelles sense fills i 42 parelles amb fills.
La població ha evolucionat segons el següent gràfic:
Habitants censats

### Habitatges
El 2007 hi havia 189 habitatges, 140 eren l'habitatge principal de la família, 35 eren segones residències i 14 estaven desocupats. 183 eren cases i 6 eren apartaments. Dels 140 habitatges principals, 114 estaven ocupats pels seus propietaris, 20 estaven llogats i ocupats pels llogaters i 6 estaven cedits a títol gratuït; 4 tenien dues cambres, 21 en tenien tres, 43 en tenien quatre i 72 en tenien cinc o més. 119 habitatges disposaven pel capbaix d'una plaça de pàrquing. A 57 habitatges hi havia un automòbil i a 76 n'hi havia dos o més.

### Piràmide de població
La piràmide de població per edats i sexe el 2009 era:
| Homes | Edats   | Dones |
| ----- | ------- | ----- |
| 0     | 95 o +  | 0     |
| 0     | 90 a 94 | 0     |
| 0     | 85 a 89 | 0     |
| 0     | 80 a 84 | 4     |
| 4     | 75 a 79 | 12    |
| 4     | 70 a 74 | 4     |
| 20    | 65 a 69 | 4     |
| 8     | 60 a 64 | 8     |
| 4     | 55 a 59 | 8     |
| 4     | 50 a 54 | 4     |
| 8     | 45 a 49 | 8     |
| 20    | 40 a 44 | 12    |
| 12    | 35 a 39 | 16    |
| 20    | 30 a 34 | 12    |
| 4     | 25 a 29 | 8     |
| 4     | 20 a 24 | 4     |
| 16    | 15 a 19 | 4     |
| 8     | 10 a 14 | 16    |
| 16    | 5 a 9   | 24    |
| 12    | 0 a 4   | 8     |

## Economia
El 2007 la població en edat de treballar era de 224 persones, 169 eren actives i 55 eren inactives. De les 169 persones actives 154 estaven ocupades (91 homes i 63 dones) i 15 estaven aturades (4 homes i 11 dones). De les 55 persones inactives 20 estaven jubilades, 17 estaven estudiant i 18 estaven classificades com a «altres inactius».

### Ingressos
El 2009 a Cressin-Rochefort hi havia 139 unitats fiscals que integraven 352,5 persones, la mediana anual d'ingressos fiscals per persona era de 19.428 €.

### Activitats econòmiques
Dels 8 establiments que hi havia el 2007, 6 eren d'empreses de construcció, 1 d'una empresa d'hostatgeria i restauració i 1 d'una empresa immobiliària.
Dels 8 establiments de servei als particulars que hi havia el 2009, 1 era un paleta, 1 guixaire pintor, 2 lampisteries, 3 electricistes i 1 restaurant.
L'any 2000 a Cressin-Rochefort hi havia 11 explotacions agrícoles.

## Equipaments sanitaris i escolars
El 2009 hi havia una escola elemental.

## Poblacions més properes
El següent diagrama mostra les poblacions més properes.